# Lockheed AC-130
El Lockheed AC-130 es un avión con armamento pesado de apoyo aéreo cercano y ataque a tierra derivado del avión de transporte táctico C-130 Hercules. El fuselaje básico es construido por Lockheed y Boeing es el responsable de la conversión a cañonero y aeronave de apoyo. El AC-130A Gunship II sustituyó al AC-47 Gunship I en la Guerra de Vietnam.
El Lockheed AC-130 es usado solamente por la Fuerza Aérea de los Estados Unidos (USAF), usando en la actualidad las versiones AC-130U Spooky II y AC-130W Stinger II únicamente. El AC-130 está propulsado por cuatro motores turbohélice y dispone de un armamento que va desde los cañones automáticos rotativos de 20 mm, hasta los obuses de 105 mm. Su tripulación estándar está constituida normalmente por doce o trece aviadores, incluyendo cinco oficiales (dos pilotos, un navegador, un oficial de guerra electrónica y un oficial de control de fuego) y personal alistado (cinco ingenieros, operadores electrónicos y artilleros aéreos).
La Fuerza Aérea de los Estados Unidos usa el cañonero AC-130 para realizar misiones de apoyo aéreo, interdicción aérea y protección. La función de apoyo aéreo incluye apoyo a tropas en tierra, escolta de convoyes y operaciones urbanas de vuelo. Las misiones de interdicción aérea fueron llevadas a cabo contra objetivos designados y objetivos de oportunidad. Las misiones de protección incluían defensa de bases aéreas y otras instalaciones. Estacionados en Hulburt Field, al noroeste de Florida, los escuadrones de cañoneros son parte del Mando de Operaciones Especiales de la Fuerza Aérea (AFSOC), un componente del Mando de Operaciones Especiales de Estados Unidos (SOCOM).

## Desarrollo

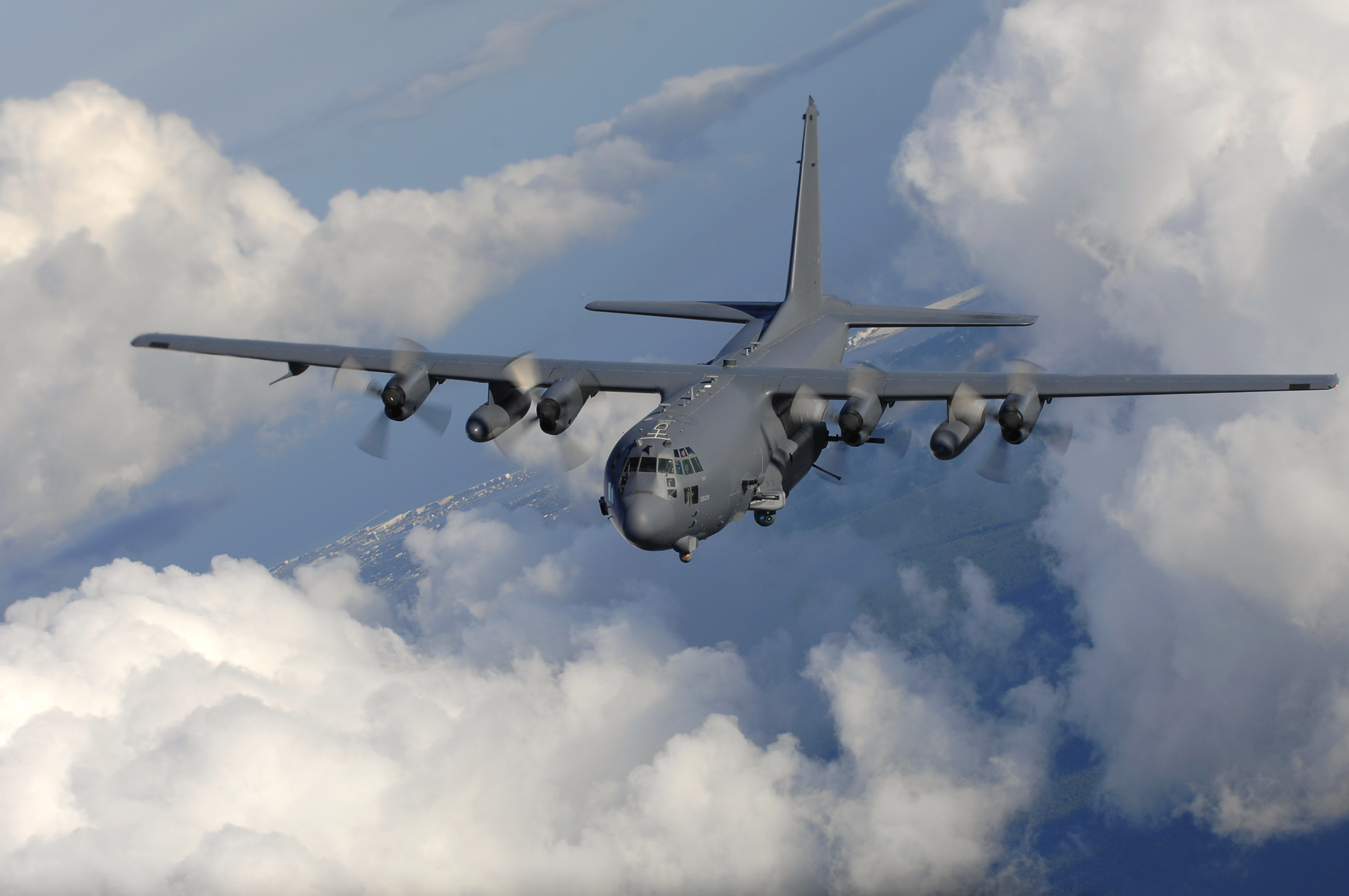
AC-130H Spectre.

El C-130 Hercules fue seleccionado como aeronave base del nuevo proyecto de cañonero, para reemplazar al AC-47 Gunship I, conocido como "Spooky" o "Puff el Dragón Mágico" (por la canción homónima del trío folk Peter, Paul y Mary) durante la guerra de Vietnam, para mejorar la resistencia como cañonero e incrementar la capacidad de transporte de armas.
En 1967, el avión JC-130A 54-1626 de la USAF fue elegido para convertirlo en el prototipo AC-130A. Las modificaciones se realizaron ese año en la Base de la Fuerza Aérea Wright-Patterson, por la División de Sistemas Aeronáuticos. Un telescopio de visión nocturna directa fue instalado en la puerta delantera, cerca del visor infrarrojo. El prototipo de computadora analógica de control de fuego fue hecho a mano por el comandante de la RAF Tom Pinkerton, en el laboratorio de aviónica de la USAF. Las pruebas de vuelo del prototipo fueron realizadas en la Base de Eglin, seguida de la realización de nuevos ensayos y modificaciones. En septiembre de 1967, la aeronave fue certificada y estuvo lista para realizar las pruebas de combate, y fue llevada a la Base Aérea de Nha Trang, en Vietnam del Sur, para realizar un programa de pruebas de 90 días. A consecuencia de los éxitos conseguidos, unos pocos AC-130A fueron construidos usando un equipamiento similar y computadoras analógicas. El 54-1626 Gunship original está expuesto en el museo de la USAF.
El AC-130 fue el sustituto del AC-119 Shadow Gunship III durante la guerra de Vietnam, en la que demostró su poca potencia y carga útil en tiempos de guerra. En 1970, una docena adicional de AC-130A fueron adquiridos bajo el proyecto “Pave Pronto”. A pesar del nombre del proyecto, la aeronave fue comúnmente llamada por el escuadrón como Spectre.

### Mejoras recientes y planeadas
En 2007, el AFSOC (Mando de Operaciones Especiales de la Fuerza Aérea) inició un programa para mejorar el armamento existente en los AC-130 que permanecían en servicio. Las pruebas del programa planearon el reemplazo del GAU-12/U de 25 mm y del cañón Bofors de 40 mm por dos cañones Mk44 Bushmaster II de 30 mm. Ese año, la Fuerza Aérea modificó cuatro AC-130U como plataformas de pruebas de los cañones Bushmaster II. El AFSOC canceló este programa e instaló de nuevo los antiguos cañones en las aeronaves.
También hay planes para reemplazar el obús M102 de 105 mm por un mortero de 120 mm, y de sumar además la posibilidad de utilizar misiles del tipo AGM-114 Hellfire o cohetes Hydra 70, con el fin de tener un mayor alcance para cierto tipo de objetivos.

## Diseño

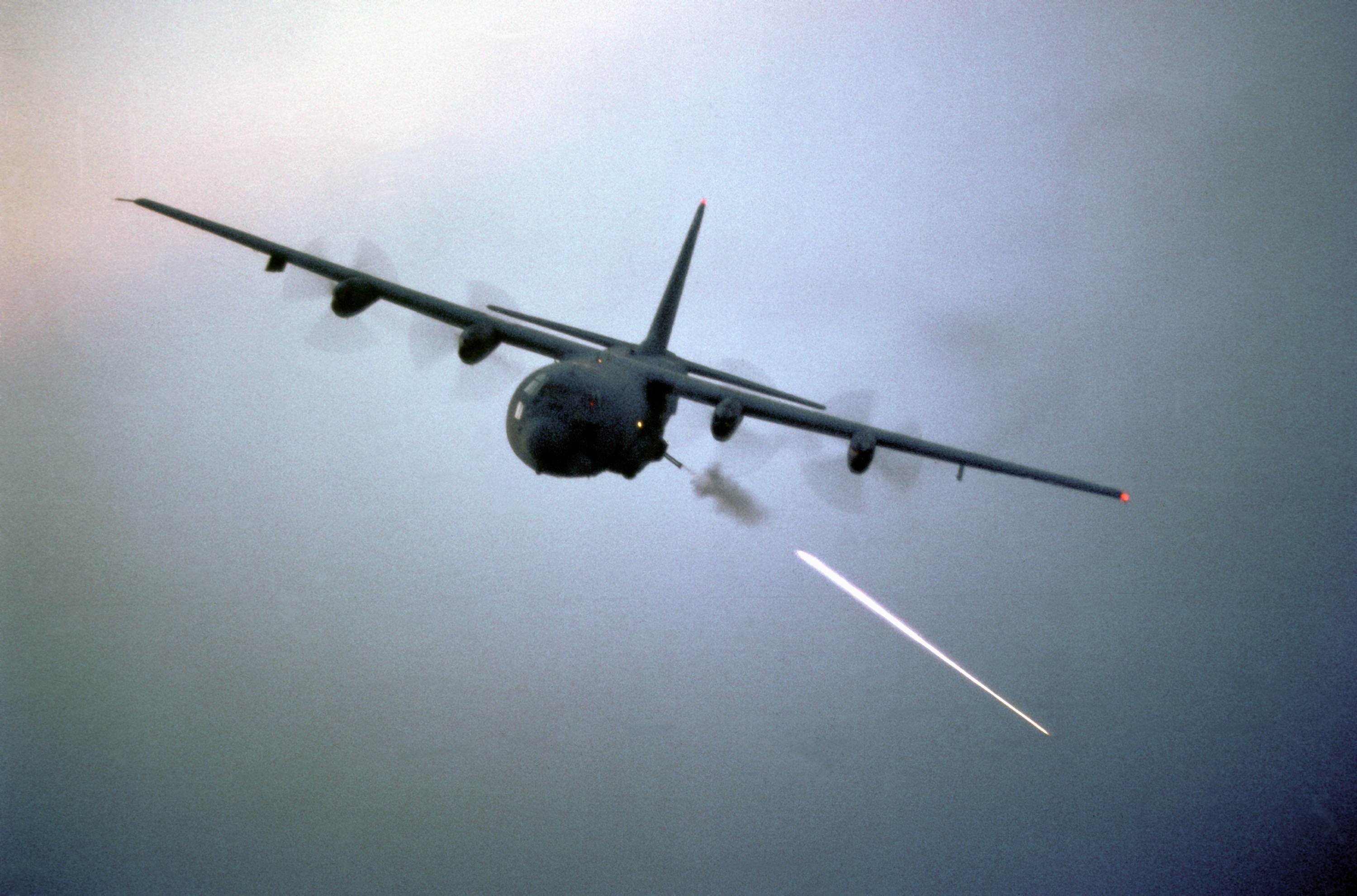
AC-130 disparando el obús M102 de 105 mm.

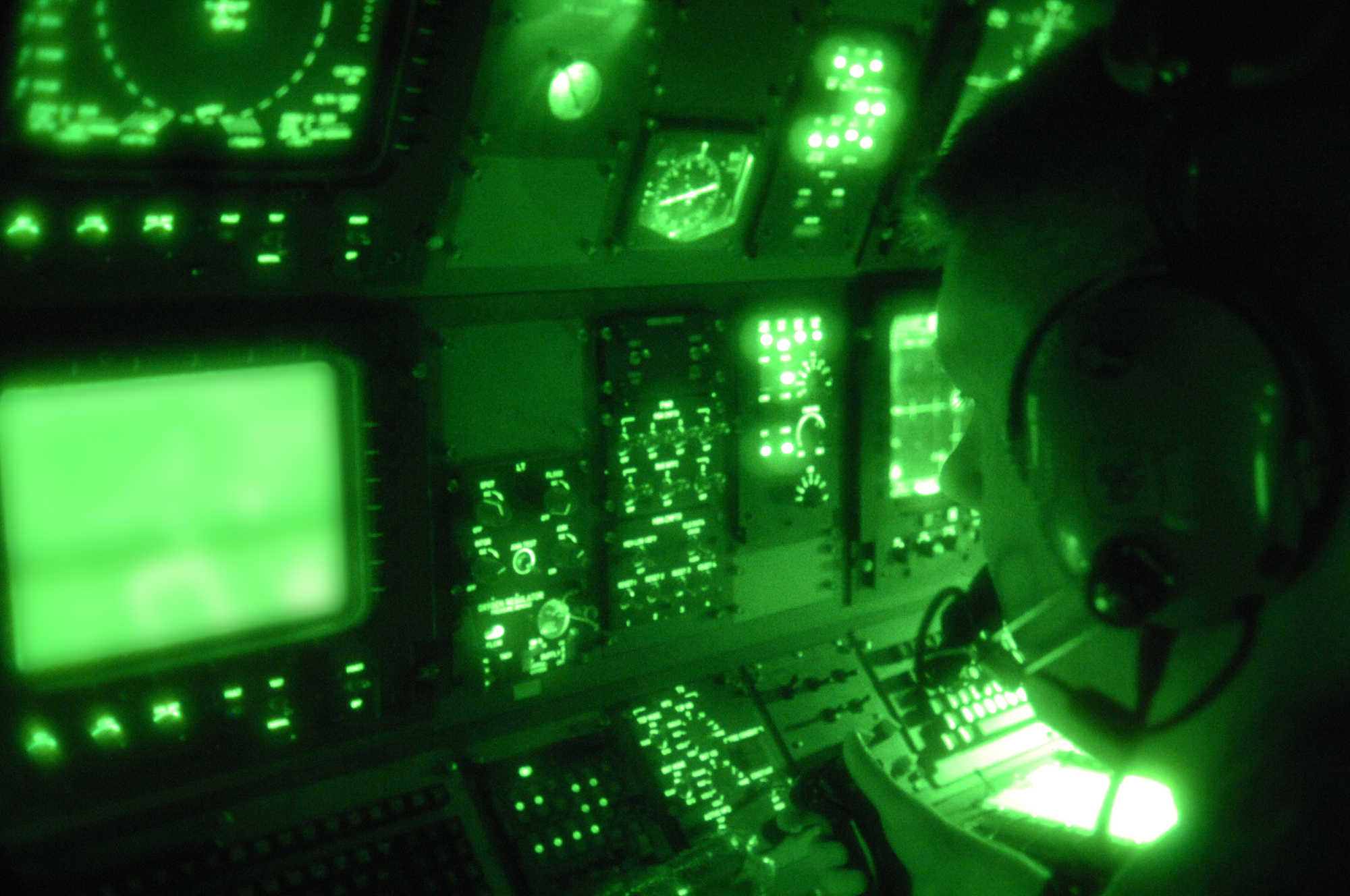
Panel del sistema de control de armamento de un AC-130.

Esta aeronave con armamento pesado incorpora armas laterales integradas con sensores sofisticados, navegación y sistemas de control de fuego para proporcionar potencia de disparo con precisión o saturar un área con proyectiles de su variado armamento. El AC-130 puede permanecer en zona de noche y en condiciones meteorológicas adversas, volando largos periodos de tiempo sobre su área-objetivo. Los sistemas de sensores están formados por un sensor de televisión, un sensor de infrarrojos y un radar. Estos sensores permiten al cañonero visualizar, o identificar electrónicamente, fuerzas de tierra aliadas y objetivos, en todo tipo de condiciones meteorológicas.
El AC-130U está equipado con el AN/APQ-180, un radar de apertura sintética para detección e identificación de objetivos a larga distancia. Los equipos de navegación del cañonero incluyen sistemas de navegación inercial y sistemas de posicionamiento global. El AC-130U emplea tecnología desarrollada en la década de 1990 y puede atacar a dos objetivos simultáneamente. Esto permite tener el doble de capacidad de almacenamiento de munición que el AC-130H.
Durante la guerra de Vietnam, las diversas versiones del AC-130, siguiendo con las modificaciones de “Pave Pronto”, fueron equipadas con un sistema detector de anomalías magnéticas (MAD) llamado “Black Crow” (AN/ASD-5). Es un sistema pasivo de alta sensibilidad, con una antena localizadora “Phased-array” en la parte delantera izquierda del radomo del morro, que podía localizar desviaciones anómalas en el campo magnético. Este sistema es usado comúnmente para localizar submarinos sumergidos. El sistema “Black Crow” del AC-130A/E/H permitía localizar con precisión la corriente eléctrica producida por los alternadores de los motores de los camiones rusos del Ejército norvietnamita, que estaban ocultos bajo el denso follaje de la jungla, a lo largo de la "Ruta Ho Chi Minh". Este podía también detectar la señal desde un trasmisor de mano en tierra, que era usado por los controladores aéreos para identificar y localizar objetivos específicos.

## Historia operacional

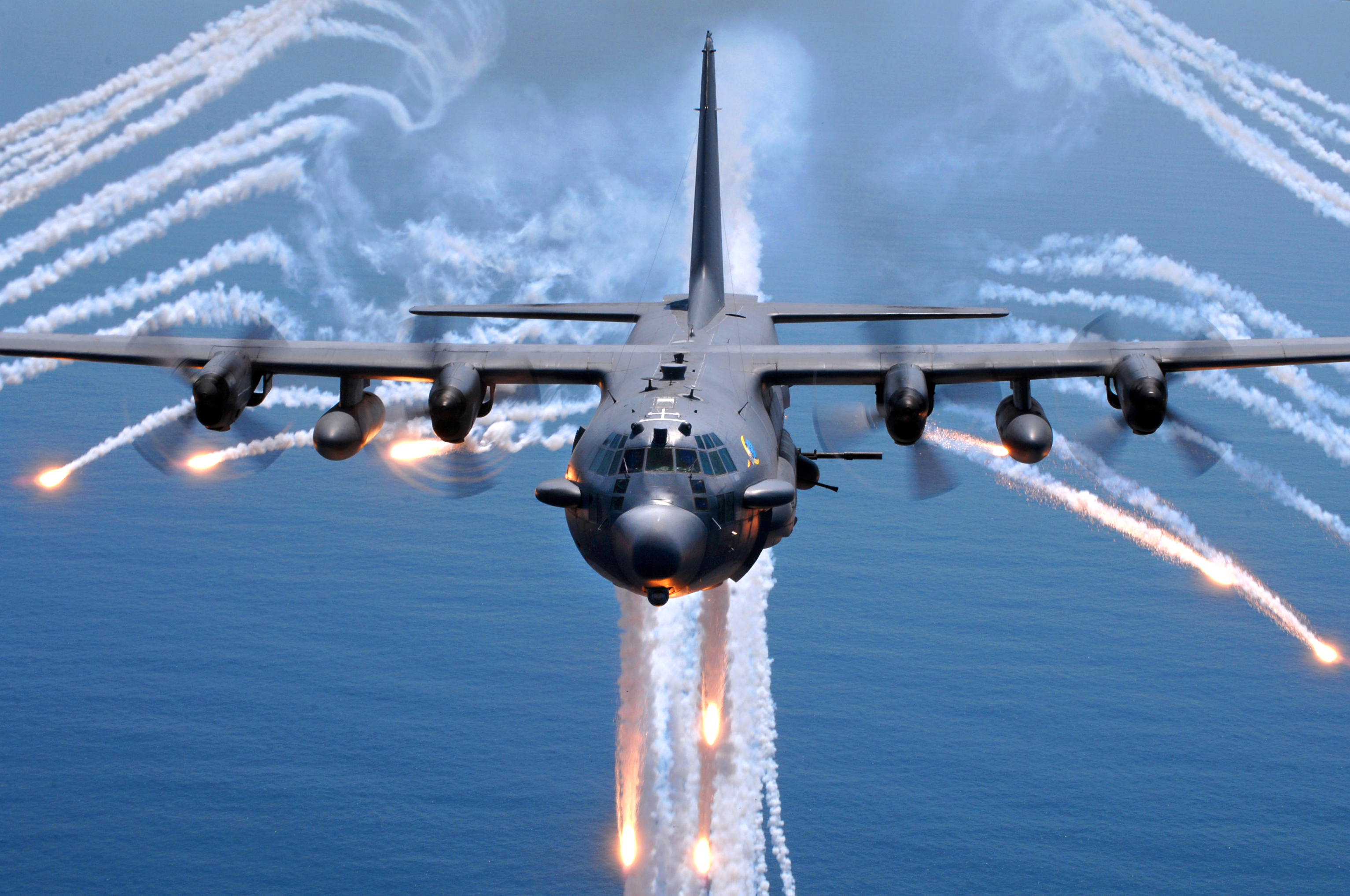
AC-130U Spooky.

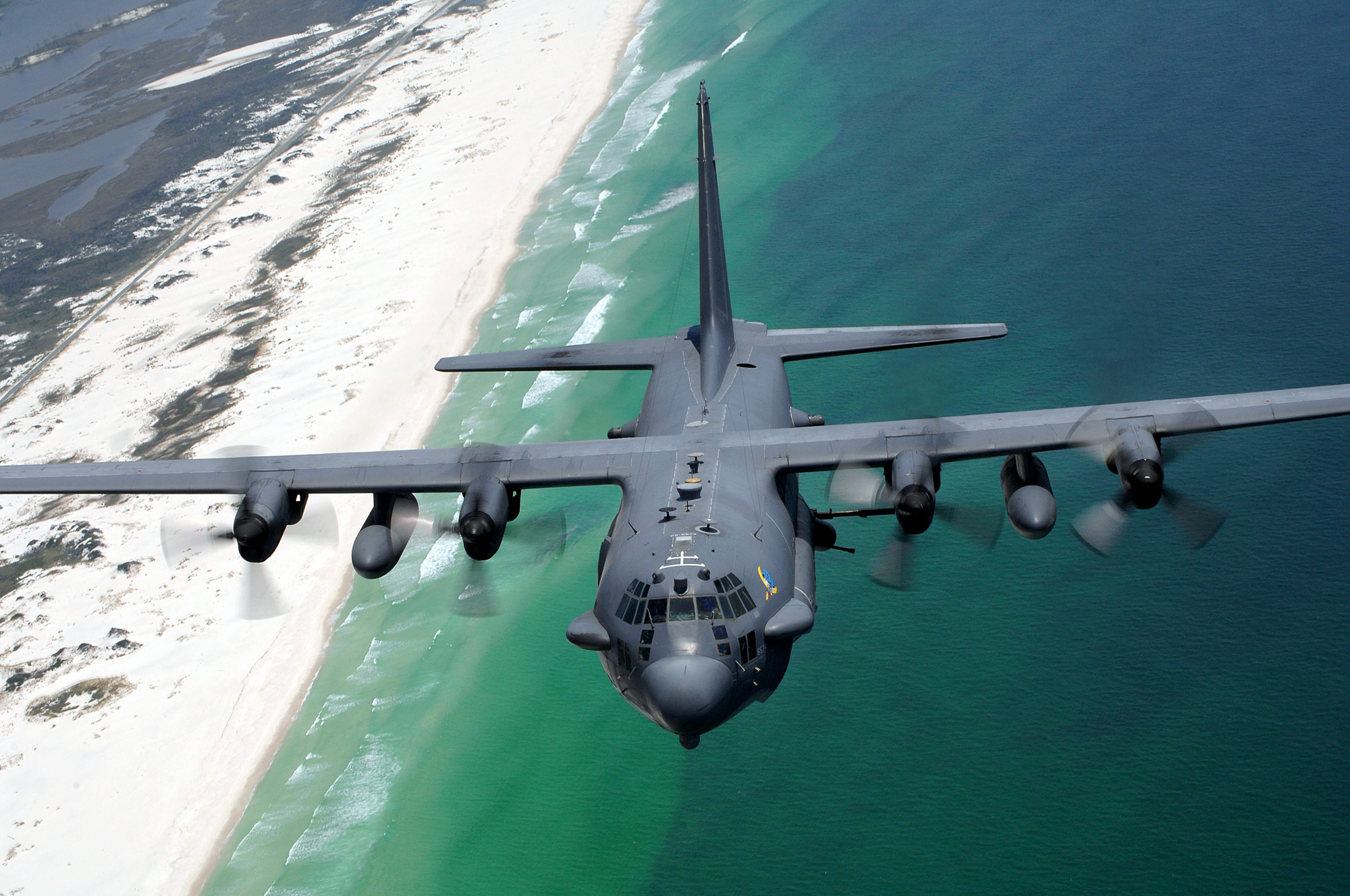
AC-130H Spectre.

### Vietnam
El prototipo AC-130A Gunship llegó a Vietnam del Sur el 21 de septiembre de 1967. Ante el éxito del viejo AC-47, se probó la idea con otros aviones en servicio, entre ellos el transporte C-130 Hercules. Su gran tamaño, espaciosa bodega de carga, una gran capacidad de carga, solidez y gran autonomía y tiempo de vuelo le hicieron el candidato ideal y así, en 1966, se convirtió el primer C-130A, armado con cuatro 'Minigun' de 7,62 mm y cuatro cañones 'Vulcan' de 20 mm.
El 9 de noviembre de 1967, el prototipo de AC-130A voló su primera misión de combate. Tras una evaluación de 90 días en la base de Nha Trang, se convirtieron rápidamente siete aviones en 1967 a los que siguió, en 1968, un avión "especial" al que se denominó Surprise Package. Este Paquete Sorpresa reducía a dos las ametralladoras de 7,62 mm y también a dos los cañones M61 de 20 mm, pero añadía dos cañones Bofors de 40 mm. Ante la creciente amenaza de la artillería antiaérea (los norvietnamitas habían asignado baterías de 37 mm y 57mm para defenderse de los ataques aéreos estadounidenses en las zonas sensibles de Vietnam del Sur), pronto empezaron a volar acompañados por reactores F-4 Phantom encargados de atacar con bombas de racimo a la artillería antiaérea. En octubre de 1968 se creó en Tailandia el 16th Special Operations Squadron, que fue recibiendo los AC-130A.
El éxito de los AC-130A sobre la ruta Ho Chi Minh entre octubre de 1969 y abril de 1970 llevó a encargar seis AC-130E Pave Spectre, con equipos nocturnos mejorados y un cañón M102 de 105 mm. De este modo, el 16th Special Operations Squadron contaba en 1972 con 12 AC-130A, con equipos actualizados a distintas versiones y los 6 nuevos AC-130E. El AC-130 Spectre fue el sistema de ataque nocturno más eficaz de la USAF; se estima que destruyó unos 10 000 camiones en la ruta Ho Chi Minh. Sin embargo está misión no estaba libre de riesgo, y algunos aviones fueron derribados por misiles y cañones antiaéreos.

### Post-Vietnam
Tras Vietnam el AC-130H quedó como modelo estándar de la USAF, siendo basados en Hurlburt Field, Florida. Los AC-130A se cedieron al 919th Tactical Airlift Group (919 TAG), escuadrón de la reserva baso en Eglin, Florida. El 919 TAG pasó a ser el 919th Special Operations Group.
A los AC-130H se les equipó con sonda de abastecimiento en vuelo, lo cual daba más flexibilidad de empleo. En julio de 1979 los AC-130H se desplegaron a bases de Panama, como precaución ante la revolución en Nicaragua y posibles amenazas para ciudadanos e intereses de EE. UU. Se siguió trabajando en poder realizar despliegues en cualquier lugar del mundo y así el 16th SOS ensayó  con dos AC-130H el 13 de noviembre de 1979  un vuelo directo a Guam, a 13.300 km de distancia. La misión duró 29 horas y 43 minutos, con cuatro reabastecimientos en el aire por parte de los KC-135 de la 305th Air Refueling Wing.
Ese mismo año cuatro AC-130H volaron a Guam para apoyar en la crisis de los rehenes de la embajada americana en Teherán. En Guam los AC-130H practicaron procedimientos de comunicaciones, vuelo nocturno y reabastecimiento. Se pensó en usar los AC-130H en ataques de represalia contra objetivos en Iran. Con la operación de rescate ya en marcha los AC-130H se desplazaron a Egipto.

### Granada
Durante la invasión de Granada (Operación Urgent Fury) en 1983, aviones AC-130 suprimieron los sistemas de defensa aérea y parte de las fuerzas de tierra, permitiendo el éxito en el asalto al Aeródromo de Point Salines.

### El Salvador
Aviones AC-130 estadounidenses realizaron misiones sobre El Salvador. No está muy claro si se limitaban a recolectar información sobre la guerrilla del FMLN, misión también realizada por aviones EC-130 de la USAF, o también realizaron misiones de ataque.

### Panamá
Los AC-130 también tuvieron un importante papel durante la invasión de Panamá (Operación Just Cause) en 1989, cuando destruyeron los cuarteles generales de las Fuerzas de Defensa panameñas y numerosos puestos de mando e instalaciones de control y comunicaciones.

### Guerra del Golfo
Durante la operación Tormenta del Desierto, los AC-130 dieron soporte aéreo, fuego de protección e interdicción en el campo de batalla a las fuerzas de tierra. El enfrentamiento principal con las fuerzas enemigas fue próximo al control de interceptación de peligros en tierra (EW/GCI), a lo largo de la frontera sur de Irak. El primer cañonero entró en la batalla de Khafji, ayudando a frenar una columna de blindados iraquíes el 29 de enero de 1991. Un día después, tres cañoneros más proporcionaron ayuda lejana a los Marines participantes en esa operación. Los cañoneros atacaron posiciones iraquíes y columnas en movimiento hacia el sur, para reforzar sus posiciones al norte de la ciudad. A pesar de la amenaza de los misiles tierra-aire y el incremento de la visibilidad, durante las primeras horas de la mañana del 31 de enero de 1991, un cañonero opta por permanecer en la zona para dar protección de los Marines. Un SAM (misil tierra-aire) derribó este AC-130H, con número de serie 69-6567, nombre en clave “Spirit 03”. Los 14 miembros del “Spirit 03” perecieron.

### Misiones fin de la Guerra Fría
Los AC-130 fueron también usados durante la operación «Restore Hope» y «United Shield» en Somalia, en Bosnia-Herzegovina, en misiones para la OTAN y en 1997 en la evacuación de civiles en Albania.
El cañonero AC-130 tiene el récord de máximo tiempo en vuelo de la familia C-130. Desde el 22 al 24 de octubre de 1997, dos AC-130U volaron 36 horas sin parar, desde Hulburt Field, Florida, a la Base Aérea de (Daegu), Corea del Sur, mientras repostaban en el aire siete veces por KC-135 Stratotanker. Este vuelo récord supera la anterior marca por aproximadamente 10 horas; los dos cañoneros gastaron 410 000 lb de combustible y para mostrar la fiabilidad del cañonero, escribieron en sus alas el lema «En cualquier momento, en cualquier lugar». Los cañoneros también fueron parte de la acumulación de fuerzas estadounidenses en 1998, para convencer a Irak de que cumpliera con las inspecciones de armas de la OTAN. Los Estados Unidos también usaron los cañoneros durante la invasión de Afganistán en 2001, y en la guerra de Irak. En 2007, fuerzas de operaciones especiales de los Estados Unidos usaron el AC-130 en ataques sobre posiciones sospechosas de albergar militantes de Al-Qaeda en Somalia.
El AC-130 fue distinguido por no haber perdido nunca una base bajo su protección.

### Antigua Yugoslavia
En el conflicto de los Balcanes hubo varios episodios donde tropas de la ONU se vieron rodeadas de elementos hostiles y paramilitares, normalmente de la milicia proserbia. Algunos casos eran dramáticos, pues no era posible liberar el cerco con medios terrestres. Entonces se llamaba a los AC-130 Magic y solo con sobrevolar la zona, o en ocasiones hacer algunos disparos de advertencia, la retirada enemiga estaba garantizada.

### Irak
En la Invasión de Irak en 2003 se usaron frecuentemente aviones AC-130. Muchas misiones fueron realizadas en las áreas urbanas de Bagdad, Tikrit, Samarra y Baquba. Durante la insurrección de los milicianos chiitas de la primavera de 2004, los AC-130U fueron utilizados para aplastar los focos de resistencia dentro de la ciudad de Fallujah. 

### Intervención militar en Libia de 2011
Estados Unidos desplegó dos aviones AC-130U para participar en la Operación Amanecer de la Odisea. El 26 de marzo de 2011, los AC-130 comenzaron las operaciones de combate junto a aviones de ataque a tierra A-10 Thunderbolt II, atacando fuerzas terrestres. Estos fueron los primeros aviones usados por Estados Unidos contra tropas de Gadafi; los ataques previos tenían como objetivo infraestructuras antiaéreas y de mando.

### Aeronaves derribadas

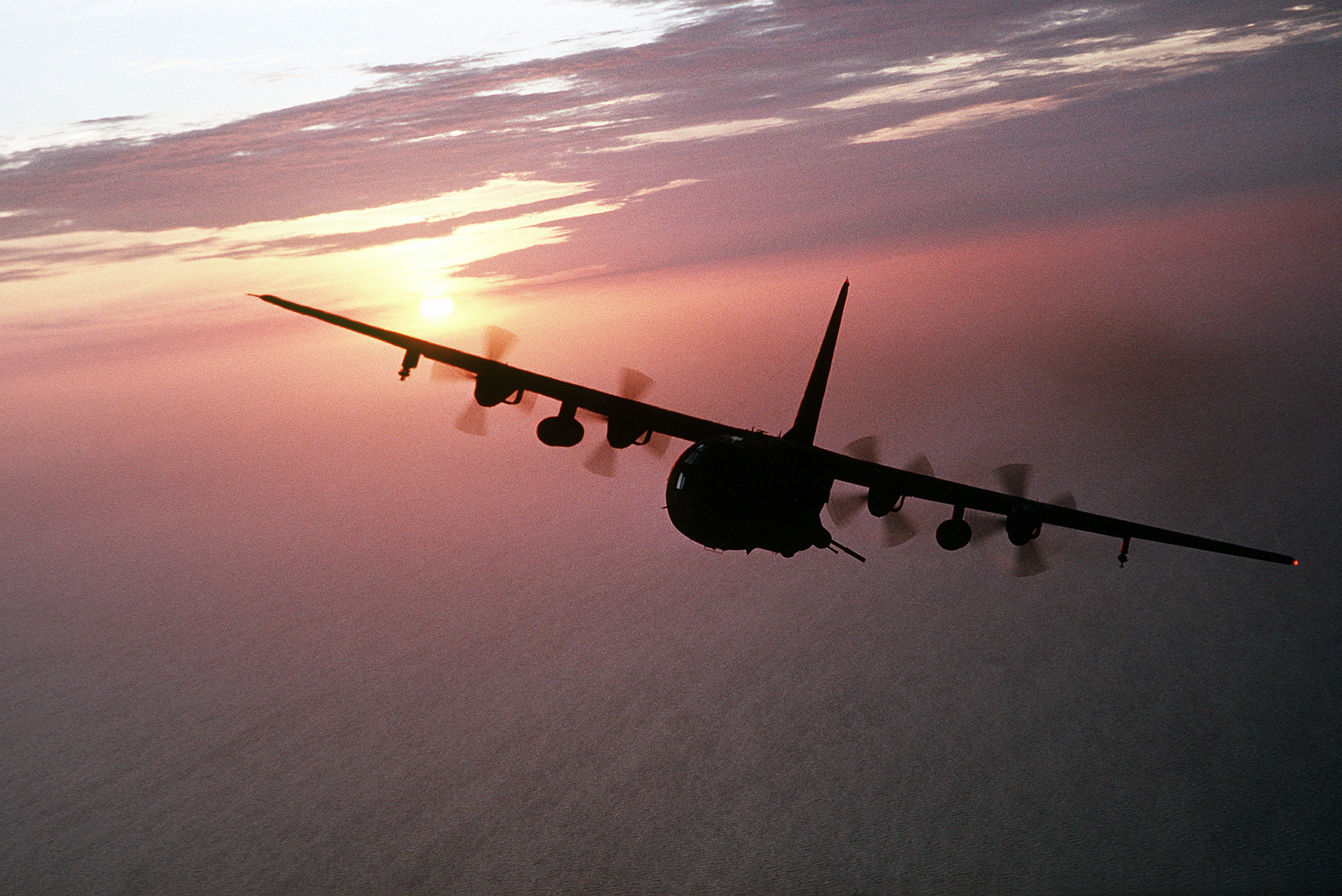
Un AC-130H Spectre.

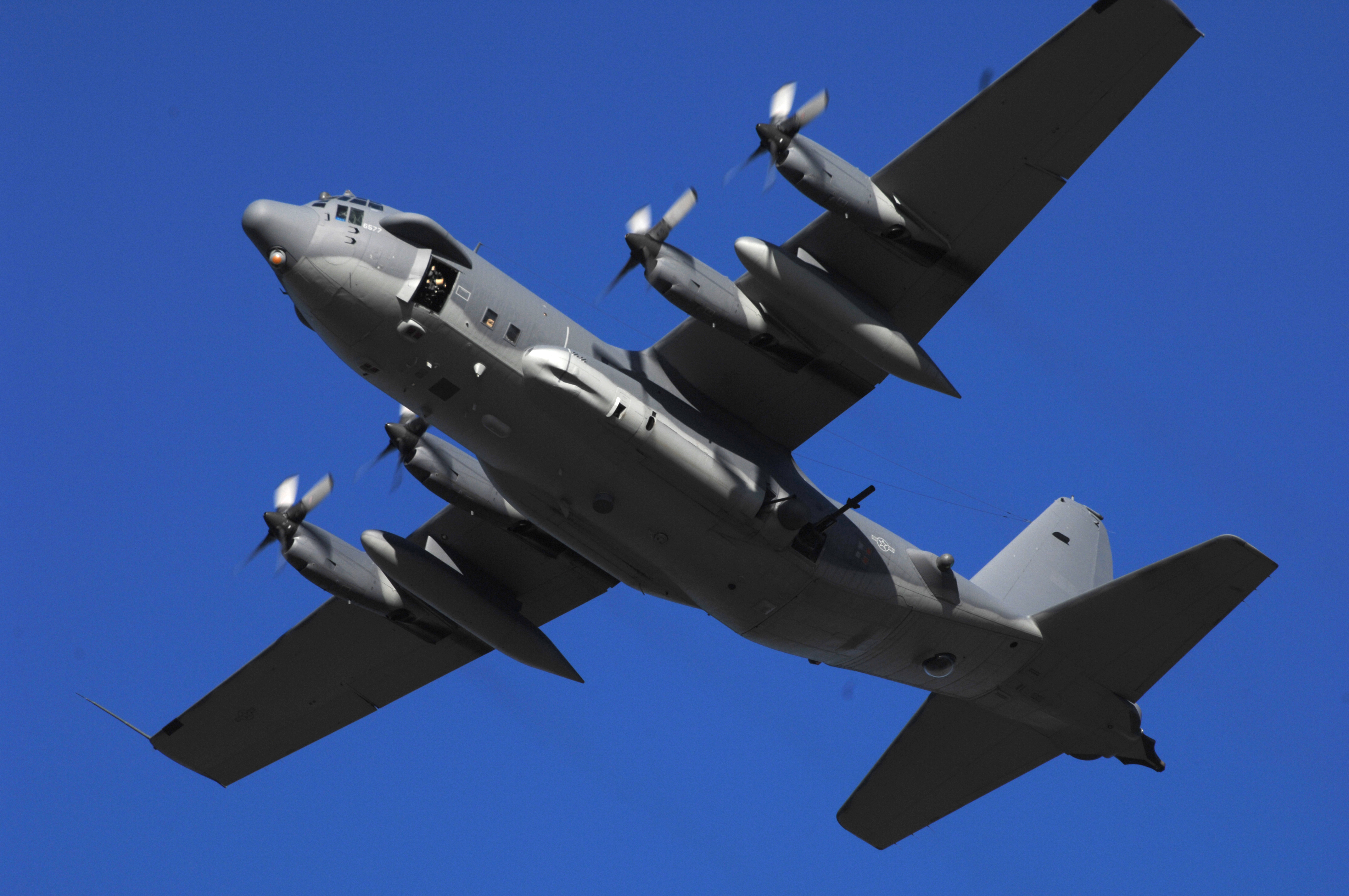
AC-130H Spectre.

Ocho aviones AC-130 de diferentes variantes se han perdido en combate:
Aeronave 629
El primer AC-130A fue derribado en mayo de 1969 sobre Laos, al ser alcanzado por fuego antiaéreo durante un vuelo nocturno de reconocimiento; dos impactos de 37 mm crearon grandes daños y mataron a dos miembros de la tripulación. A pesar de los daños, los pilotos lograron realizar un aterrizaje forzoso en la base aérea de Ubon. A partir de esos incidentes, todos los AC-130 eran escoltados por aviones F-4 Phantom usados para destruir los emplazamientos antiaéreos.
Aeronave 625
El 22 de abril de 1970, alrededor de las 01:50, una batería de artillería antiaérea enemiga de 37 mm comenzó a disparar a la aeronave. El cañonero inmediatamente inicia un ataque contra la posición de la batería de artillería. Sobre las 01:59, mientras hacían la cuarta pasada sobre el objetivo a una altitud próxima a los 7500 pies, el cañonero fue alcanzado en la sección inferior trasera izquierda del fuselaje, cercana a la cola. El mayor Brooks dijo por radio «He sido alcanzado, baby». No se escucharon más conversaciones de la tripulación mientras la aeronave todavía se mantenía en el aire.
Diez tripulantes de la aeronave perecieron en el ataque. Solo uno sobrevivió.
Aeronave 043
El 18 de junio de 1972, sobre las 23:55, el «Spectre 11», mientras realizaba su segundo ataque sobre el área de un objetivo, recibió, en el motor número 3, un impacto directo de un misil SA-7 Strela de fabricación soviética. El capitán Gilber acciona los depósitos autosellantes, pero una explosión provocó la separación del ala derecha de la aeronave. Aproximadamente al mismo tiempo, se produjo una gran explosión, expulsando a tres tripulantes de la aeronave. Los tripulantes de los F-4 de escolta vieron al cañonero en llamas, y la desaparición de lo que parecía ser la cola y el ala derecha. Después, el avión se estrelló en la jungla y explotó al oeste del valle A Shau.
Perdieron la vida en el ataque doce de sus quince tripulantes.
Aeronave 044
Mientras volaban sobre el objetivo en marzo de 1972, el “Spectre 17” descendió de altitud a un nivel de vuelo bajo según tripulantes de otros cañoneros, que tomaron parte en la misma misión, y fue alcanzado por fuego antiaéreo enemigo. El avión fue alcanzado por un misil SA-2 que le obligó a descender. Después de la evaluación del daño sufrido por la aeronave, se decidió llevarlo de vuelta a la base. Transcurridos 10 minutos a un nivel de vuelo estable, el combustible acumulado en el área de carga se prendió y una explosión dejó severamente dañada la aeronave, aunque esto no causó su desintegración. Según los informes reportados por otras tripulaciones, que monitoreaban las comunicaciones de radio entre la tripulación del “Spectre 17" con las otras aeronaves, ninguno de los 16 tripulantes resultó herido por el fuego antiaéreo cuando inicialmente fue alcanzada la aeronave. La tripulación se preparó para una posible salida de emergencia, colocándose sus paracaídas, y aquellos hombres que no eran necesarios para el vuelo fueron moviéndose a la parte trasera de la aeronave. La orden de salto fue dada entre 5 y 10 segundos antes de que la aeronave explotara.
Richard Williams saltó justo antes de la explosión y el T. Carl E. Stevens hizo lo mismo inmediatamente después. Ambos hombres evitaron las patrullas enemigas y fueron rescatados horas después, el resto de la tripulación no fue encontrada. El avión realizó un aterrizaje de emergencia en su base, quedando inservible.
Catorce tripulantes fueron dados por muertos.
Aeronave 571
El 30 de marzo de 1972, el primer AC-130E fue derribado cuando realizaba una misión sobre Laos. Durante su ataque a un convoy de camiones que detectó en la ruta Ho Chi Minh, recibió varios impactos de 57 mm. Los 15 ocupantes pudieron saltar en paracaídas.
Aeronave 490
En diciembre de 1972, un AC-130A fue derribado sobre la ruta Ho Chi Minh en Laos, al ser alcanzado por proyectiles de 37 mm. Dos tripulantes lograron saltar en paracaídas antes de que una explosión arrancara el ala izquierda.
Otros accidentes
En marzo de 1993, la aeronave 69-6576 sufrió un accidente sobre Kenia. Un proyectil del cañón de 105 mm explotó, lo que obligó al avión a realizar un aterrizaje sobre el mar. Varios miembros de la tripulación murieron.

### En la actualidad
El AC-130H costaba 132,4 millones de dólares y el AC-130U costaba 190 millones de dólares en 2001. En la actualidad, hay ocho AC-130H y diecisiete AC-130U en activo.

## Variantes

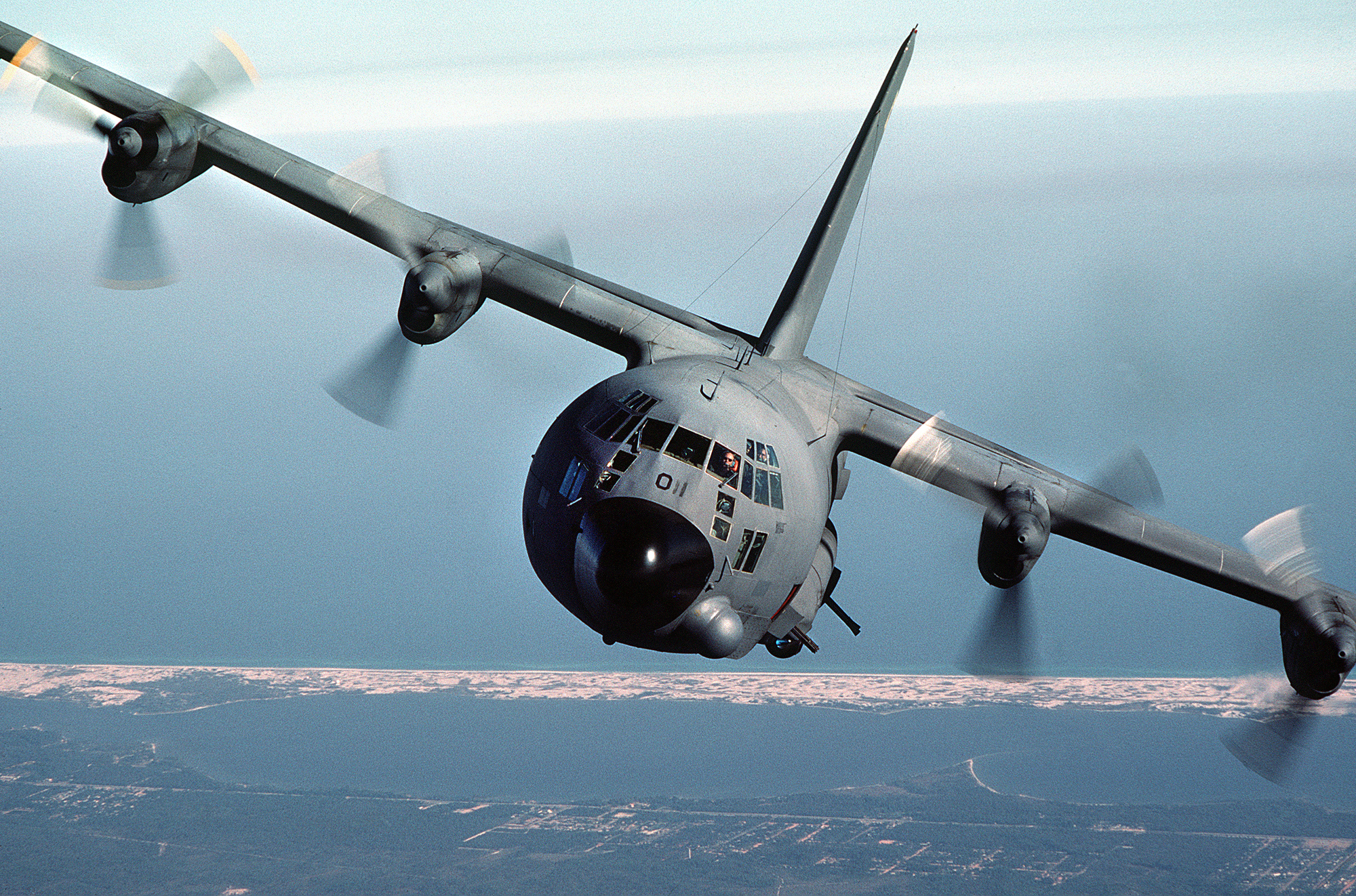
AC-130A.

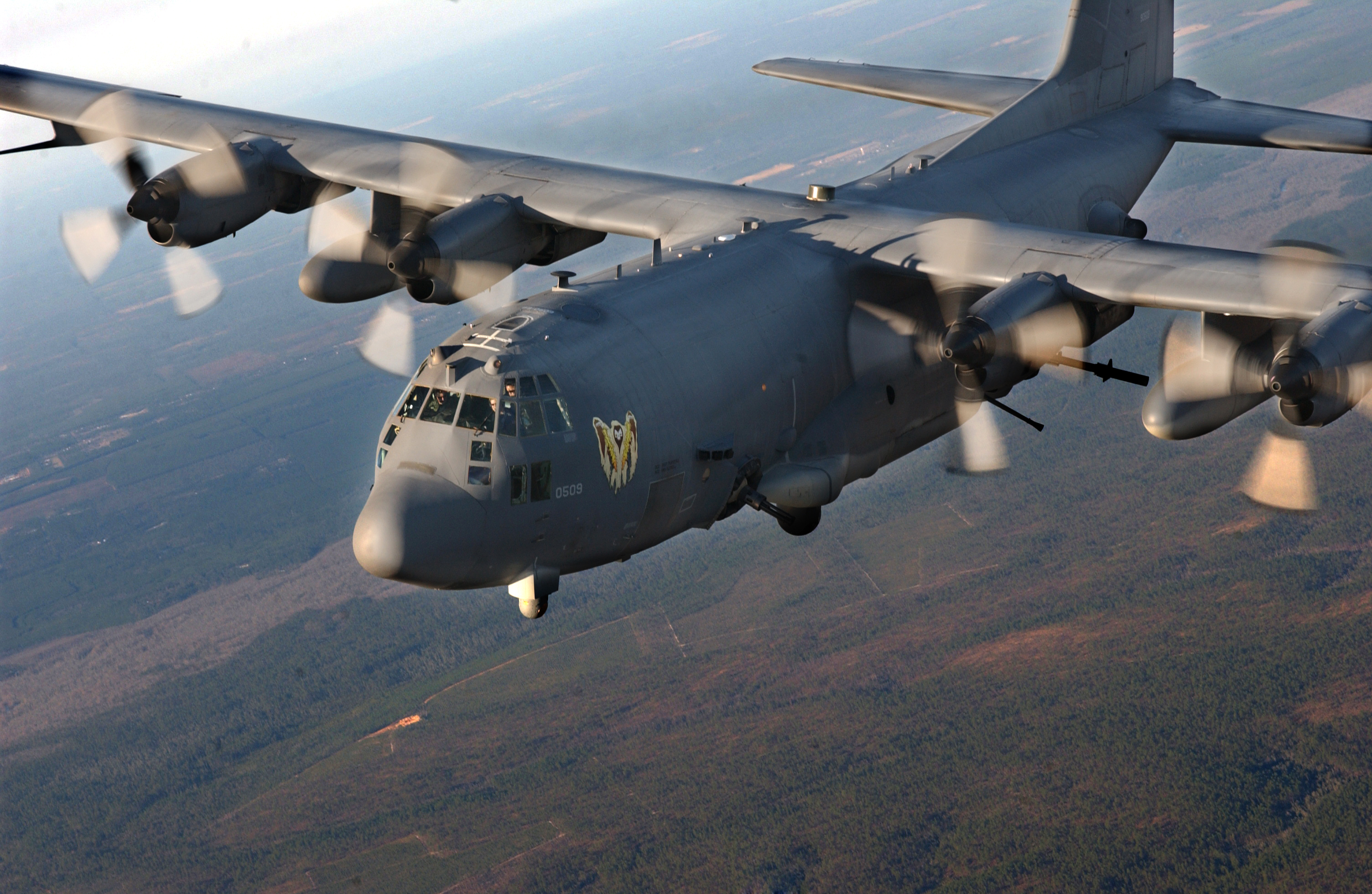
Un AC-130U Spooky en misión de entrenamiento.

Como era de esperarse, el AC-130 recibió numerosas modificaciones durante sus operaciones en Vietnam, con la intención de mejorar sus características. Estas modificaciones agregaron constantemente más y mejores sensores, mientras se cambiaba el tipo de armamento utilizado para aumentar su versatilidad y capacidad destructiva. El desarrollo del AC-130 continúa incluso en la actualidad. 
AC-130 «Plain Jane»
Es la primera versión del AC-130. Su armamento y sensores son mucho mejores que los del AC-47, incluyendo:
* Visor de Observación Nocturna/LLLTV/Láser al final del morro.
* Dos Vulcan de 20 mm en la parte inferior, justo antes de que comiencen las alas.
* Dos Minigun de 7,62 mm debajo de las alas.
* Dos Minigun y dos Vulcan justo debajo del final de las alas, unos debajo de los otros.
* Radar de seguimiento APQ-133 (revelador de radiofaros).
AC-130A «Pave Pronto»
Esta versión trajo el detector de anomalías magnéticas ASD-5 Black Crow, debajo de la cabina. El visor de observación nocturna y el armamento continuó siendo el mismo en la parte delantera (dos Vulcan y dos Minigun), pero el grupo de cuatro cañones que estaban detrás y debajo de las alas (dos Minigun sobre dos Vulcan) es reemplazado por dos cañones automáticos Bofors de 40 mm (parte del programa conocido como Surprise Package, Paquete Sorpresa). El nombre no es irónico, ya que los proyectiles de 40 mm pesan casi ocho veces los de 20 mm, logrando un impacto mucho mayor. En cuanto a sensores, al radar de seguimiento APQ-150 se le suman un proyector AVQ-17 sobre la rampa y una torreta FLIR AAD-7 debajo de las Minigun, en el carenado del tren de aterrizaje.
AC-130E/H «Pave Spectre/Pave Aegis»
Los modelos H son convertidos a partir de modelos E. La mayor parte de los sensores permanecen sin cambios, y el armamento también. Los dos cañones automáticos de 40 mm se reemplazan por uno de 40 mm y un obús de 105 mm (M-102 del Ejército estadounidense en un afuste de bajo retroceso), estando el radar de seguimiento APQ-150 entre ambos. Se agrega una burbuja de observación en la rampa, para poder operar con esta cerrada. En los modelos anteriores tenía que dejarse abierta para que los artilleros pudieran observar hacia atrás del avión.
AC-130U «Pave Spectre/Pave Aegis»
Se construyen a partir de aviones C-130H Hercules nuevos. Cambia los dos cañones automáticos M61 de 20 mm por uno solo de calibre 25 mm (GAU-12). Se mejoran los sensores (implantando el detector de infrarrojos AAQ-26) y los sistemas de defensa pasiva.

## Operadores
Estados Unidos

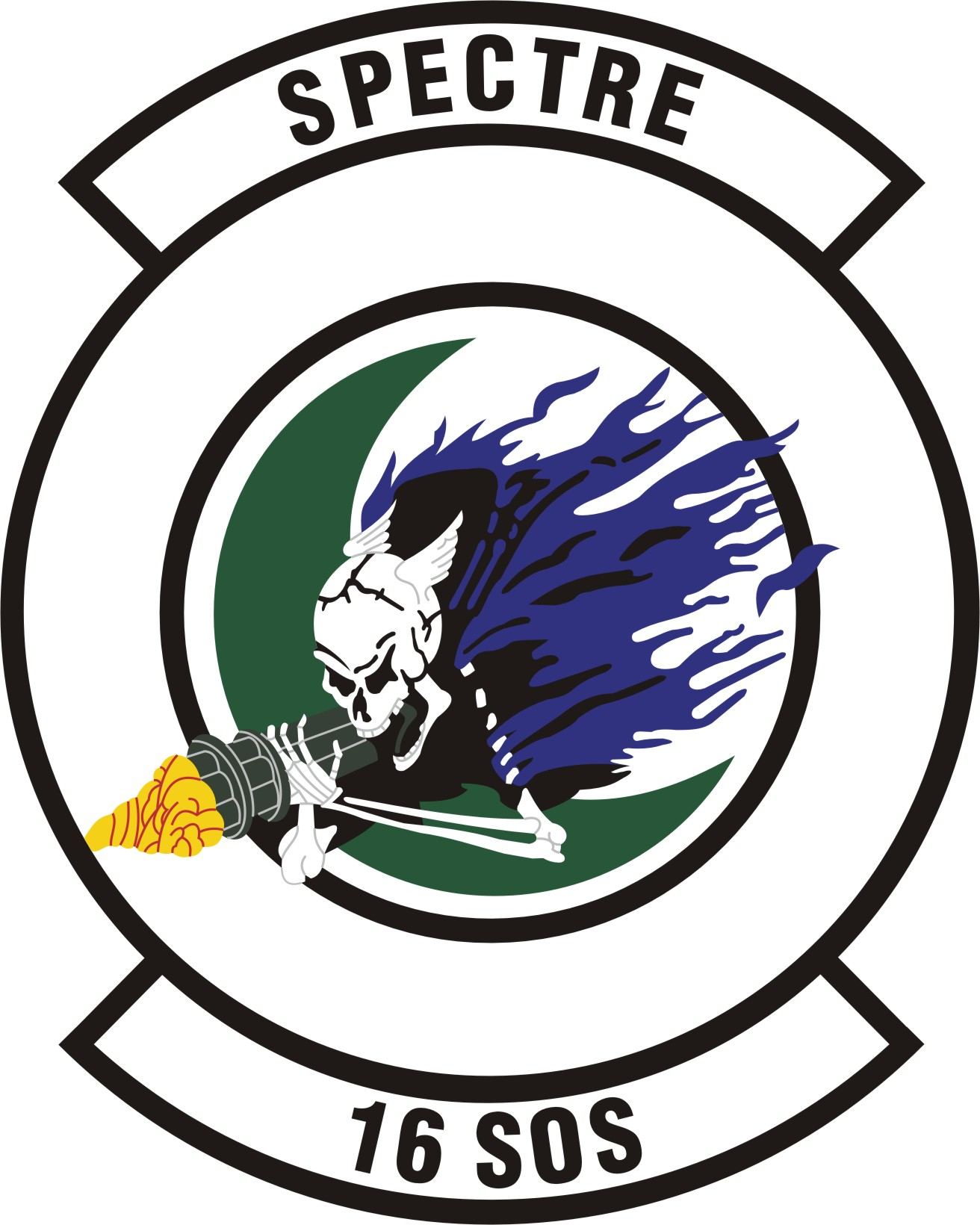
Insignia del 16.º Escuadrón de Operaciones Especiales.

- Fuerza Aérea de los Estados Unidos
  - Mando de Operaciones Especiales de la Fuerza Aérea
    - 1.ª Ala de Operaciones Especiales
      - 4.º Escuadrón de Operaciones Especiales
      - 16.º Escuadrón de Operaciones Especiales
      - 19.º Escuadrón de Operaciones Especiales

## Supervivientes
Uno de los siete AC-130A desarrollados, con número de serie 53-3129, llamado “First Lady”, fue el primer AC-130A fruto de una conversión de una primera producción de C-130. En 1975, después de la conclusión de las hostilidades en Indochina, fue transferido a la Reserva de la Fuerza Aérea, donde sirvió con el 711 Escuadrón de Operaciones Especiales de la 919 Ala de Operaciones Especiales. En 1980, la aeronave fue mejorada, cambiando las hélices originales tripala por unas de cuatro palas, y fue retirado a finales de 1995. Esta jubilación también marcó el final en la Reserva de la Fuerza Aérea del vuelo de los AC-130A. La aeronave se exhibe en el Museo de armas de la Fuerza Aérea en la Base Eglin, Florida, con la configuración final de la Reserva, pintado de gris, marcas negras y hélices Hamilton Standard cuatripala.

## Apariciones en los medios
- Su aparición más célebre ha sido en el juego estrella Ace Combat: Assault Horizon de 2011, en donde se dispone de un AC-130U "Spooky II" con su tres tipos principales de armamento.
- Aparece en la película Transformers disparando a Scorponok, causándole algunos daños.[37][38][39]
- En la película Olympus Has Fallen, un AC-130 inicia un ataque aéreo sobre varios puntos de Washington D. C., concentrando su ataque sobre la Casa Blanca.
- Aparece tanto en el juego Call of Duty: Modern Warfare de 2007, así como en su versión Remastered de 2016 y en la entrega del año 2022 Call of Duty: Modern Warfare 2.
- Aparece también en el videojuego Medal of Honor 2010, donde los soldados marcan los objetivos que deben ser atacados con esta aeronave.

## Especificaciones
Referencia datos: USAF Fact Sheet

### Características generales
- Tripulación: 13
Dibujo de un AC-130H Pave Spectre II.
  - Oficiales: 5 (piloto, copiloto, navegante, oficial de control de tiro, oficial de guerra electrónica)
  - Suboficiales: 8 (ingeniero de vuelo, operador de TV, operador del equipo de detección por infrarrojos, jefe de carga y cuatro artilleros)
- Longitud: 29,8 m (97,8 ft)
- Envergadura: 40,4 m (132,5 ft)
- Altura: 11,7 m (38,4 ft)
- Superficie alar: 162,2 m² (1746 ft²)
- Peso cargado: 55 520 kg (122 366,1 lb)
- Peso máximo al despegue: 69 750 kg (153 729 lb)
- Planta motriz: 4× Allison T56-A-15 Turbohélice.
  - Potencia: 3700 kW (5101 HP; 5031 CV) cada uno.
- Hélices: 1× Cuatripala por motor.

### Rendimiento
- Velocidad máxima operativa (Vno): 480 km/h (298 MPH; 259 kt)
- Alcance: 4070 km (2198 nmi; 2529 mi)
- Techo de vuelo: 9100 m (29 856 ft)

### Armamento
AC-130A Project Gunship II
- 4× ametralladoras rotativas Minigun GAU-2/A de 7,62 mm
- 4× cañones rotativos M61 Vulcan de 20 mm

AC-130A Surprise Package, Pave Pronto, AC-130E Pave Spectre
- 2× Minigun GAU-2/A de 7,62 mm
- 2× M61 Vulcan de 20 mm
- 2× cañones automáticos L/60 Bofors de 40 mm

AC-130E Pave Aegis
- 2× M61 Vulcan de 20 mm
- 1× L/60 Bofors de 40 mm
- 1× obús M102 de 105 mm

AC-130H Spectre
- Aproximadamente hasta el año 2000:
  - 2× M61 Vulcan de 20 mm
  - 1× L/60 Bofors de 40 mm
  - 1× obús M102 de 105 mm
- Armamento actual:
  - 1× L/60 Bofors de 40 mm
  - 1× obús M102 de 105 mm

AC-130U Spooky II
- 1× cañón rotativo GAU-12/U Equalizer de 25 mm
- 1× L/60 Bofors de 40 mm
- 1× obús M102 de 105 mm

## Aeronaves relacionadas

### Desarrollos relacionados
- Lockheed C-130 Hercules
- Lockheed Martin C-130J Super Hercules

### Aeronaves similares
- AC-47 Spooky
- Fairchild AC-119
- Antonov An-12